# ソフィーイカ
ソフィーイカ（ウクライナ語：Софі́йка；意訳：「上智村」）は、ウクライナのキーウ州ビーラ・ツェールクヴァ地区にある村。チークィチ川河岸に位置する。面積は約0.5km²（2005年）。人口は144人（2005年）。